# Orcopampa (distrito)
O Distrito peruano de Orcopampa é um dos catorze distritos que formam a Província de Castilla, situada no Departamento de Arequipa, pertencente a Região Arequipa, Peru.

## Transporte
O distrito de Orcopampa não é servido pelo sistema de estradas terrestres do Peru.